# La Grande Madone Cowper
La Grande Madonna Cowper  ou encore Madonna Niccolini (en français : Grande Madone Cowper) afin de la différencier de la Piccola Madonna Cowper (en français :  Petite Madone Cowper) est une peinture religieuse de Raphaël. Le tableau est actuellement exposé au National Gallery of Art  de Washington.

## Histoire
Le tableau a été réalisé aux alentours de l'année 1511. Le nom du tableau provient du fait que celui-ci a appartenu pendant une longue période à lord Cowper et que son format est supérieur à un autre tableau similaire de Raphaël acheté en même temps par le lord et ayant eu un parcours historique similaire.
L'œuvre a été achetée par Lord George Nassau Clavering-Cowper, comte de Cowper, autour de l'an 1780, avec une autre Madonna (la Piccola) auprès d'une collection privée à Urbino ou Florence. 
Conservée d'abord au château de Panshanger, dans le Hertford, la peinture  a été vendue de nombreuses années plus tard (1913) au marchand d'art Duveen, puis achetée par Widener Joseph, dont les collections ont été données au Musée des États-Unis en 1942.

## Description
Le tableau représente une Vierge à l'Enfant. Le buste de Marie est tourné vers la gauche, l'Enfant Jésus souriant lui fait face la tête tournée vers le spectateur. 
La Vierge, assise, le teint clair avec des cheveux blond or et vêtue d'un pourpoint rouge, les plis de sa robe bleue parcourent son épaule droite et couvrent ses genoux, un élégant voile transparent tombe  du haut de sa tête sur sa nuque.
De sa main droite, elle retient l'Enfant assis sur un coussin blanc posé sur ses genoux et sa main gauche est posée sur sa poitrine. L'Enfant sourit et regarde en souriant le spectateur en accrochant de sa main gauche le décolleté de Marie. La Vierge regarde tendrement l'enfant d'un air pensif. Les deux personnages sont auréolés discrètement. L'arrière-plan  est constitué par le ciel clair avec des tons azur.

## Analyse
La luminosité mesurée de l'action, le chiaroscuro et la dilatation des plans rappellent l'influence de Leonardo da Vinci.

## Attribution
L'attribution à Raphaël est unanime.
Malgré tout un problème de signature demeure car elle n'est plus visible à l'œil comme documentée par Shapley : le M n'est pas certain et à RV ne suit aucun PIN.  Des examens récents font suspecter que la signature ait été repeinte au XIXe siècle. 
Il n'est pas certain qu'une signature originale plus ancienne soit présente sous l'actuelle encore visible. La Grande Madonna Cowper a été toujours considérée comme une œuvre certaine de Raphaël
et est unanimement datée de la fin de la période florentine, période confortée par le décolleté de l'habit de Marie.